# Characidium schubarti
Characidium schubarti är en fiskart som beskrevs av Travassos, 1955. Characidium schubarti ingår i släktet Characidium och familjen Crenuchidae. IUCN kategoriserar arten globalt som livskraftig. Inga underarter finns listade i Catalogue of Life.